# Парламентские выборы в Молдове (2025)
Парламентские выборы в Молдове 2025 года — двенадцатые выборы парламента в Республике Молдова. Выборы предложено организовать 28 сентября 2025. Согласно молдавскому законодательству выборы не должны состояться раньше 11 июля и позже 11 октября 2025 года, так как прошедшие парламентские выборы состоялись 11 июля 2021 года.

## Контекст
По итогам досрочных парламентских выборов, состоявшихся 11 июля 2021 года, в Парламент Республики Молдова получили доступ три конкурента на выборах: точнее, две политические партии и избирательный блок. Партия «Действие и солидарность» (ПДС), получившая на выборах 63 мандата, сама сформировала парламентское большинство, в то время как Блок коммунистов и социалистов (БКС) и партия «Шор» (ППШ) перешли в парламентскую оппозицию. 6 августа 2021 года парламент проголосовал за назначение Натальи Гаврилицы премьер-министром от PAS.
Осенью 2021 года Правительство столкнулось с волной эпидемии COVID-19, а также со взрывом цен: всего за несколько месяцев Республика Молдова стала второй страной в Европе по росту цен. 24 февраля 2022 года Российская Федерация вторглась в Украину, что вызвало долгосрочную политическую дестабилизацию, которая также отразилась на экономике. Всего через несколько часов после начала войны Республика Молдова столкнулась с огромной волной иммигрантов, превосходящей управленческие возможности властей. Большинство иммигрантов отправились через Румынию в Европейский Союз (ЕС). Параллельно Молдова сделала значительный шаг в ходе европейской интеграции: 23 июня 2022 г. республика получила статус государства-кандидата на вступление в Европейский Союз (ЕС).

## Избирательная система
101 депутат Парламента Республики Молдова избирается в соответствии с пропорциональной системой, то есть все депутаты избираются по партийным спискам. В избирательном списке может быть от 51 до 103 кандидатов.

## Порядок проведения
Избиратели выбирают 101 депутата парламента Республики Молдова на 4 года. Парламентское большинство должно сформировать правительство.
Избирательный порог для прохождения в парламент составляет:
- для политических партий — 5 %
- для политических блоков, состоящих из двух и более партий — 7 %
- для независимых кандидатов — 2 %.